# Medal Błogosławionego ks. Jerzego Popiełuszki
Medal Błogosławionego ks. Jerzego Popiełuszki – medal ustanowiony przez Biskupa polowego Wojska Polskiego na mocy dekretu z dnia 5 października 2011 roku.

## Zasady nadawania
Medal przyznawany jest przez Biskupa polowego Wojska Polskiego osobom duchownym i świeckim, które „na wzór księdza Jerzego służą prawdzie, miłości i przebaczeniu”.

## Historia
Medal ten został ustanowiony między innymi (w pierwszej kolejności) z myślą o uhonorowaniu alumnów-żołnierzy, którzy odbyli zasadniczą służbę wojskową w tzw. jednostkach kleryckich LWP. Jednostki te oficjalnie były nazywane szkolnymi batalionami ratownictwa terenowego. Oni też znaleźli się w pierwszej grupie odznaczonych.
Medalem odznaczeni zostali odtąd także m.in.: członkowie komitetu strajkowego strajku okupacyjnego w Wyższej Oficerskiej Szkole Pożarnictwa w 1981 r., bp Jan Tyrawa, Wojciech Noszczyk, Jerzy Kalina, czy generał Tadeusz Bieńkowicz ps. „Rączy”.

## Opis medalu
Medal przedstawia błogosławionego Jerzego Popiełuszkę, gdy odbywał zasadniczą służbę wojskową jako alumn-żołnierz w 54 Szkolnym Batalionie Ratownictwa Terenowego w Bartoszycach.
Na awersie okrągłej odznaki medalu o średnicy 40 mm znajduje się podobizna ks. Jerzego Popiełuszki w mundurze wojskowym. Na rewersie obok logo Ordynariatu Polowego Wojska Polskiego znajduje się: krzyż, stuła z sentencją „Bóg–Honor–Ojczyzna”, wizerunek Matki Boskiej Częstochowskiej oraz hasło: „Zło dobrem zwyciężaj”.
Medal zawieszony jest na wstążce szerokości 45 mm z sześcioma paskami o kolorach: khaki, białym i czerwonym oraz ciemnozielonymi 2 mm prążkami wzdłuż boków.